# L'Express (Neuchâtel)
L'Express è un quotidiano svizzero in lingua francese con sede nella città di Neuchâtel. Il quotidiano appartiene al gruppo francese Hersant.
L'Express si è fuso con il Feuille d'avis de Neuchâtel, fondato nel 1738, ossia la più antica pubblicazione di un giornale di lingua francese.
Nel 1997 la sua redazione si è fusa con quella de L'Impartial, l'altro quotidiano del cantone, con sede a La Chaux-de-Fonds. I due giornali mantengono ancora indipendenti le proprie sezioni regionali, diverse per impostazione e contenuti, mentre il resto del giornale viene elaborato in comune presso una sede a Neuchâtel. Il 7 febbraio del 2007, ai due giornali del cantone si aggiunge al gruppo Le Journal du Jura, il giornale francofono di Bienne e di tutto il Giura bernese, che come i due quotidiani neocastellani ha la parte regionale diversa mentre la parte di interesse nazionale viene condivisa.
Nello stesso anno l'Express ha dovuto soffrire parecchio per l'arrivo dei quotidiani gratuiti (20 minutes e Le Matin Bleu), che hanno fatto scendere la media del numero di lettori a 55.000, con un calo di 8.000 unità rispetto all'anno precedente, il 2006.